# خانه مؤذن مسجدی
خانه مؤذن مسجدی مربوط به دوره قاجار است و در دزفول، محله لوریان واقع شده و این اثر در تاریخ ۱۷ اسفند ۱۳۸۱ با شمارهٔ ثبت ۷۹۱۱ به‌عنوان یکی از آثار ملی ایران به ثبت رسیده است.